# Онешти
Онешти (в 1965—1989 годах — Георге-Георгиу-Деж; рум. Oneşti) — город на востоке Румынии, жудец Бакэу. Население — 51,7 тыс. жителей (2002).

## История
Город был основан 14 декабря 1458 года и назван в честь дочери Штефана Великого.
В марте 1965 года город был переименован в честь коммунистического руководителя Румынии Георге Георгиу-Дежа. Прежнее название города вновь было восстановлено после ухода коммунистической партии от власти в 1989 году.

## Промышленность
Нефтеперерабатывающий завод и нефтехимический комбинат (производство каучука, пластмасс, ядохимикатов). ТЭС Борзешти. Газопровод из центральной Трансильвании.

## Известные уроженцы
- Гроза, Лоредана (род. 1970) — румынская поп-певица, модель, актриса.
- Зарзу, Сильвия (род. 1998) — румынская чемпионка Европы по спортивной гимнастике в командном первенстве.
- Келару, Диана (род. 1993) — румынская гимнастка. Трёхкратный призёр Чемпионатов Европы, серебряный призёр Чемпионата мира в вольных упражнениях, бронзовый призёр Олимпийских игр 2012 года в Лондоне в командном первенств.
- Команечи, Надя (род. 1961) — румынская гимнастка, пятикратная олимпийская чемпионка, двукратная чемпионка мира, 9-кратная чемпионка Европы.
- Турнер, Думитрица (род. 1964) — румынская гимнастка, призёр Олимпийских игр.
- Унгуряну, Александра (род. 1981) — румынская певица.